# JMELLOW
제이멜로우(JMELLOW) 대한민국의 가수이다. 2014년 앨범 arrested를 발매하며 활동을 시작하였다. 2014년 12월부터 2016년 9월까지 논산 육군훈련소에서 조교로 복무하고 제대 후 7개의 싱글을 발매하였다.

## 학력
- 단국대학교 문화예술대학원 공연예술학과 석사

## 음반 목록
- 멎은듯해
- 스르륵
- Love With Me
- You & I
- Love Latte (사랑라떼) Feat, 오혜금
- Moonlight Sea (달빛바다)
- 꿈길(Like a dream) 나아람 & JMELLOW
- 끝(brokenhearted) 듀이 오케스트라 & JMELLOW
- Miss, Perfume 키플럭스 & JMELLOW
- Luvsome (너랑나랑)
- Slow City (feat.Huckleberry P)